# 灵活乘车
FlexiRide是由维多利亚公共交通局监管的一项在澳大利亚维多利亚州运营的按需巴士服务。FlexiRide是维多利亚州之前的按需服务Telebus的继任者，后者曾在奇恩赛德公园、克罗伊登山谷、利利代尔、穆鲁尔巴克和罗维尔等地运行。
FlexiRide服务在固定的服务区域内运营，乘客可以在该服务区域内的任何地点预订前往或离开指定FlexiRide公交枢纽的行程。该服务没有固定路线，仅在乘客通过手机应用程序预订行程时才运行。 FlexiRide服务通常用于替代乘客量较低的公交路线。
FlexiRide共有九个服务区域，覆盖十个郊区和城镇。每个服务区域由不同的巴士运营商管理，并拥有各自独立的公交枢纽列表。

## 描述
FlexiRide服务的运营时间各不相同。例如，罗维尔的服务在工作日的运营时间为上午6:00至晚上8:00，而梅尔顿南的服务在工作日的运营时间为上午6:00至晚上9:30。
乘客可以通过FlexiRide手机应用程序，有时也可以通过电话号码预订服务。乘客可以从指定服务区域内的任何公交车站或实际地点预订前往或离开FlexiRide公交枢纽的行程。FlexiRide公交枢纽通常是主要地点，如火车站、学校或购物中心。
预订可以提前完成，且可提前取消。FlexiRide还提供无障碍服务，乘客可从家中或双方约定的无障碍地点上车。
由于FlexiRide为无现金服务，乘客需使用Myki支付车费。车费按照普通Myki票价收取。

## 历史
第一条名为「FlexiRide」的服务于2013年11月25日开始在雅拉翁加和穆卢拉运行。该服务在两镇共设置了24个以上的停靠点，并由雅拉翁加-穆卢拉出租车公司提供运营车辆，代替传统巴士服务。该服务以12个月的试点项目形式启动，取代了原有的两镇巴士网络。
三年后，于2016年10月，FlexiRide服务扩展至伍登，成为自2013年吉斯本开通新巴士服务以来，马其顿山脉郡内首个新增公共巴士服务。
此后，于2022年10月31日，伍登的FlexiRide服务范围扩大，作为一项为期12个月的试点项目的一部分。在该试点中，服务时间提前开始，服务范围扩展至 Honeysuckle 和 Tweedle 小道一带。
第一批Telebus路线于2020年12月14日停运，当时第7、8、9路被FlexiRide Rowville服务取代。
新服务推出了专用的 FlexiRide 手机应用程序，该程序基于交通应用程序 Moovit 的软件开发。
罗维尔的 FlexiRide 服务在2021年国际公共交通协会（UITP）大奖中获得“设计奖”，该奖项表彰了 FlexiRide 在“便利性、灵活性、受欢迎程度以及乘客可轻松预订并前往目的地方面”的表现。
2021年10月4日，FlexiRide 服务扩大至利利戴尔、穆鲁尔巴克和克罗伊登，作为为期12个月试点的一部分，取代了676路公交以及Telebus的第1、2、3、4路线。
FlexiRide 服务在这些地区的扩展标志着 Telebus 服务的结束。
墨尔本西部的首批 FlexiRide 服务于 2021 年 12 月 12 日启动，最初扩展到了梅尔顿南地区。 该地区是维多利亚州《公交计划》（Victoria's Bus Plan）的重点推进区域。 梅尔顿南的 FlexiRide 服务使用不同的手机应用程序，由 Bridj平台提供技术支持。
2022 年 2 月 21 日，FlexiRide 服务扩展到了摩宁顿半岛的莫宁顿半岛地区，作为为期 12 个月的试点项目，替代了原有的 787 路以及完全取消了 886 路。
2022 年 10 月 23 日，服务又扩展到了塔尼特北地区。 自服务开通至 2023 年 2 月 27 日，日均载客量为 210–220 人次。
此外，也有部分 FlexiRide 服务仍处于提案阶段。2022 年 9 月 27 日至 10 月 23 日期间，维州公共交通局曾就可能在格林斯伯勒（Greensborough）开设 FlexiRide 服务开展了公众意见征集，拟议方案包括将 514 路与 517 路缩短至格林斯伯勒，并取消 518 路。 但由于社区反馈的担忧，该计划未被采纳。
2022 年 10 月 24 日，澳大利亚自由党提议在桑伯里地区开设 FlexiRide 服务。

## 服务区域
FlexiRide 在以下地区运营。
| 服务地区                                     | 承运商                   | 主要公交枢纽 |
| -------------------------------------------- | ------------------------ | --- |
| 克罗伊登（Croydon）                          | 文图拉公交线路           | - 克罗伊登站 - 穆鲁巴克站                                                                                                 |
| 利利代尔（Lilydale）                         | 文图拉公交线路           | - 利利代尔站 - 切恩赛德公园购物中心 - 莉莉代尔购物区                                                                      |
| 墨尔顿南（Melton South）                     | 维多利亚交通系统         | - 墨尔顿站 - 科布尔班克站 - Woodgrove购物中心 - 墨尔顿教育区 - 墨尔顿公交换乘站                                           |
| 穆鲁巴克（Mooroolbark）                      | 文图拉公交线路           | - 穆鲁巴克站 - 切恩赛德公园购物中心                                                                                       |
| 羅斯巴德（Rosebud，摩宁顿半岛）              | 文图拉公交线路           | - 羅斯巴德村购物中心 - 德罗马纳中心购物中心 - 羅斯巴德医院 - 羅斯巴德广场                                                 |
| 罗维尔（Rowville）                           | 文图拉公交线路           | - 费恩特里格利站 - Stud Park购物中心                                                                                      |
| 塔尼特北（Tarneit North）                    | 墨尔本疾病预防控制中心   | - 塔尼特站 - 塔尼特中心购物中心 - 塔尼特 P-9 学校 - 巴登鲍威尔 P-9 学校 - 特鲁加尼纳 P-9 学校 - 塔尼特高级学院            |
| 伍登德（Woodend）                            | 戴森                     | - 伍登德站 - 伍登德购物中心 - 圣安布罗斯教区小学 - 布鲁克街医疗中心 - 伍登德社区中心 - 伍登德消防局（CFA） - 诺玛理查森厅 |
| 雅拉旺加和穆尔瓦拉（Yarrawonga and Mulwala） | Yarrawonga Mulwala Taxis | 多个 |